# August Bournonville
August Bournonville (Copenhaguen, 1805-1879) va ser un coreògraf de dansa clàssica que va dirigir la Royal Danish Ballet de Dinamarca durant quaranta-set anys i que és considerat un gran renovador estilístic de la dansa i del teatre. Molts dels seus ballets han estat en el repertori del Royal Danish Ballet durant més que un segle.
El major èxit d'August Bournonville va consistir a elevar la disciplina del ballet, la seva tècnica i el seu repertori al nivell de les millors companyies d'Europa donant, en la seva peculiar i personal estil, importància significativa no només els ballarins masculins sinó als d'ambdós sexes.

## Carrera professional
El seu pare, Antoine Bournonville, havia estudiat amb Noverre i en el seu temps va ser un dels millors ballarins. August, per la seva part, va ser solista, coreògraf i director del Royal Danish Ballet durant gairebé cinquanta anys, des de l'any 1830 fins a l'any 1877, i on al principi va tenir com alumne al gran Christian Johansson. Després de treballar en l'òpera de París i a Londres, Bournonville va tornar a Copenhaguen com a solista i coreògraf del Royal Danish Ballet, allà tingué diversos alumnes entre ells el que seria gran de l'òpera de Sant Petersburg Christian Johansson i, també la que seria la primera ballarina danesa de fama internacional Lucile Grahn i, al belga descendent de danesos Joseph Hansen. August Bournonville també va dirigir la Royal Swedish Opera a Estocolm (Suècia) entre els anys 1861 a 1864 i va representar algun dels seus treballs a Viena durant els anys 1855 i 1856. L'any 1877, després del seu retorn a Dinamarca, es va retirar i va ser condecorat amb el títol de Sir.

## Estil
Va ser un ballarí amb una gran força expressiva i d'una consumada pantomima, qualitats que va emfatitzar en tots els seus ballets. El seu estil coreogràfic també va reflectir l'apropament al pre-romanç del professor Vestris. Sovint va unir el seu art a l'execució de temes corrents i en l'execució, i en les formes d'expressió, va captar els principals conflictes de la seva època, les violentes tensions entre l'ordre i la inharmonia, entre les forces constructives i destructives. La força i en l'expressió amb què August Bournonville va impregnar els seus ballets persisteixen al ballet danès fins als nostres dies.
Com a subjectes d'amor els seus ballets van representar les lluites per una banda, entre el lliurament, el matrimoni i la lleialtat i per l'altre la desenfrenada i salvatge, passió eròtica.

## Obra
El Royal Theater va executar 53 treballs majors o menors de Bournonville, molts d'ells són clàssics encara en l'actualitat, tal com Et Folkesagn (Una llegenda popular) de l'any 1853 o, l'any 1836, la nova versió que va fer de La Sílfide, que va anomenar La sílfide i l'escocès. El seu període més productiu va ser sens dubte entre els anys 1848 i 1855, durant els quals van ser estrenats quatre dels seus millors treballs: Konservatoriet (El Conservatori) estrenat l'any 1849, kermesse i Brügge estrenada l'any 1851, Brudefærden i Hardanger (Processó de Noces a Hardanger) estrenada l'any 1853 i Et Folkesagn.